# Natalino Irti
Natalino Irti (Avezzano, 5 aprile 1936) è un giurista italiano.

## Biografia

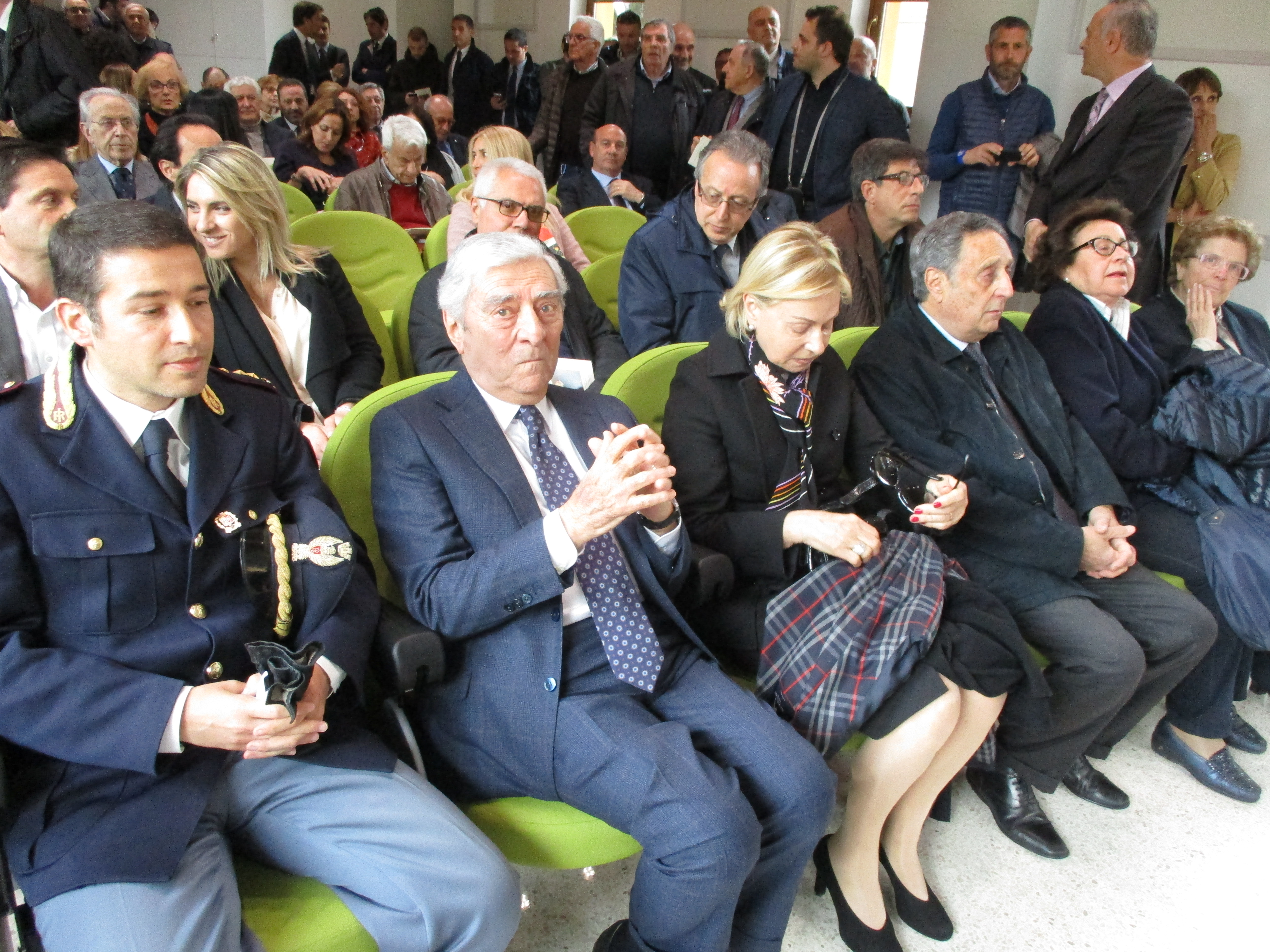
2017: Natalino Irti nel salotto di città Nicola Irti, all'interno della sede culturale polifunzionale Maria Montessori ad Avezzano

Professore ordinario dal 1968, allievo di Emilio Betti, ha insegnato nelle università di Sassari, Parma, Perugia, Torino, dove si è formato ulteriormente sotto il magistero di Mario Allara. Nel 1977 è stato chiamato alla facoltà di giurisprudenza dell'università di Roma La Sapienza, dove ha insegnato istituzioni di diritto privato, diritto civile e teoria generale del diritto.
Presidente emerito dell'Istituto Italiano per gli Studi Storici,  già membro del Consiglio Nazionale Forense, ha diretto importanti riviste giuridiche italiane.
È accademico dei Lincei. Su indicazione del Partito Liberale, ha ricoperto vari incarichi in imprese di Stato ed è stato presidente del Credito Italiano, vicepresidente dell'Enel, membro del Cda IRI  e del Comitato per le Privatizzazioni. Dal 1985 al 1987 è stato anche consigliere comunale di Roma, eletto nelle liste del PLI.
Ha costituito e preside la Fondazione "Nicola Irti" per l’impegno nelle opere di carità e la promozione di iniziative culturali, il cui consiglio di amministrazione è composto, tra altri, di membri della famiglia Irti e di membri designati dall’Accademia Nazionale dei Lincei e dalla Pontificia Università Gregoriana. La Fondazione aderisce all’assemblea degli enti partecipanti dell’Istituto Italiano per gli Studi storici. Tra le iniziative della Fondazione, un Protocollo triennale di intesa con il Consiglio superiore della magistratura e il Ministero della giustizia–Dipartimento dell’Amministrazione penitenziaria per promuovere “percorsi di cultura generale e di formazione civile in favore dei soggetti in esecuzione di pena con un programma annuale da realizzare in due o tre Istituti penitenziari di volta in volta individuati, mediante la partecipazione di esperti e personalità del mondo della cultura e del diritto”. Il Protocollo venne presentato il 18 gennaio 2018 all’Accademia dei Lincei dal presidente della Corte costituzionale, Paolo Grossi, alla presenza del vice presidente del CSM, Giovanni Legnini, e del capo del DAP, Santi Consolo, e in sua attuazione furono organizzati, tra il 2018 e il 2019, incontri presso gli istituti penitenziari di Regina Coeli, Rebibbia e Sulmona.

## Pensiero giuridico
Deve una grande fama alla sua opera L'età della decodificazione. Oltre agli studi più strettamente aderenti al diritto civile l'autore ha legato il suo nome al tema della progressiva perdita della centralità del codice civile nel diritto privato (1978), arrivando a teorizzare e anche a dimostrare attraverso le sue opere dedicate al diritto delle successioni (1967) e alla riproduzione contrattuale (1970) la nascita e lo sviluppo di sotto-sistemi normativi, governati da principi propri.
Il suo articolato pensiero giuridico muove dall'analisi concettuale e formale degli istituti, da una strenua difesa della forma (ovvero delle procedure formali) come metodo di decisione nella governance privata e pubblica. Nelle sue ultime opere ha teorizzato il "nichilismo giuridico ontologico" come esito ineluttabile della post-modernità e della globalizzazione.
La sua analisi investe altresì il rapporto tra la codificazione e il ruolo del giurista. Irti ha sostenuto che la crisi del sistema codice porta a una messa in discussione del ruolo del giurista, che non trova più alle sue spalle una stabilità normativa. Alla caduta del codice la certezza del diritto può essere garantita solo da un ruolo forte della dottrina. Al di fuori dei codici, che vengono prodotti ed emanati da un'autorità legislativa, esistono le leggi speciali, che sono invece frutto di una negoziazione tra gli operatori di settore e il potere politico. Nascendo, di conseguenza, al di fuori di schemi di legittimazione democratica ordinaria.
La sua opera, inoltre, si è diretta verso il recupero delle ideologie politiche, oramai annientate dalla stretta della "tenaglia", da cui il titolo del suo saggio La tenaglia, costituita da un lato, dal potere dell'economia, quindi, dalla "tecnocrazia" e dall'altro, dalla religione, ossia dalla "clerocrazia".
Nel 2003 è stata pubblicata a Lima in Perù una versione in castigliano della sua "Introduzione critica allo studio del diritto privato", corredata da note di diritto latinoamericano, a cura dei professori peruviani Leysser León Hilario e Rómulo Morales Hervias.
Nell'opera, Diritto senza verità, Irti ha portato a conclusione l'iter intrapreso con le opere Nichilismo giuridico ed Il salvagente della forma, facendosi latore di un vero e proprio neopositivismo giuridico, in cui il fondamento del diritto viene ancorato alla mera volontà dell'individuo, senza alcun riferimento a presunti valori o verità teologiche, metastoriche o metafisiche.
Nel 2017 un'edizione francese, con alcuni saggi inediti, del volume Nichilismo giuridico è apparsa presso l'editore parigino Dalloz con il titolo Le nihilisme juridique a cura di N. Hakim e P. Alvazzi del Frate.
Dal 10 ottobre 2021 al 4 dicembre 2022 è stato il curatore della rubrica "Lo Spettatore" nell'edizione domenicale de Il Sole 24 Ore.

## Opere
- Lo Spettatore (Milano, 2022)
- Inizio e obbedienza (Pisa, 2022)
- Viaggio tra gli obbedienti (Milano, 2021)
- Riconoscersi nella parola (Bologna, 2020)
- Elogio del diritto (insieme a Massimo Cacciari, con un saggio di Werner Wilhelm Jaeger, Milano, 2019)
- Tradizione e modernità dello Istituto Italiano per gli Studi Storici (Roma-Bari, 2019)
- Un diritto incalcolabile (Torino, 2016)
- I «cancelli delle parole». Intorno a regole, principi, norme (Napoli, 2015)
- Del salire in politica. Il problema tecnocrazia (Torino, 2014)
- L'uso giuridico della natura (Roma-Bari, 2013)
- Diritto senza verità (Roma-Bari, 2011)
- Destini dell'oggettività. Studi sul negozio giuridico (Milano, 2011)
- La tenaglia. In difesa dell'ideologia politica (Roma-Bari, 2008)
- Il salvagente della forma (Roma-Bari, 2007)
- Il diritto nell'età della tecnica (Napoli, 2007)
- Nichilismo e concetti giuridici. Intorno all'aforisma 459 di «umano, troppo umano» (Napoli, 2005)
- Nichilismo giuridico (Roma-Bari, 2004) trad. fr. "Le nihilisme juridique" par Nader Hakim et P. Alvazzi del Frate (Paris, 2017)
- L'ordine giuridico del mercato (Roma-Bari, II ed. 2004)
- Norma e luoghi. Problemi di geo-diritto (Roma-Bari, III ed. 2004)
- Codice civile e società politica (Roma-Bari, V ed. 2004)
- Dialogo su diritto e tecnica (con Emanuele Severino, Roma-Bari, 2001)
- Testo e contesto (Padova, 1996)
- Studi sul formalismo negoziale (Padova, 1996)
- Società civile (Milano, 1992)
- Letture bettiane sul negozio giuridico (Milano, 1991)
- La cultura del diritto civile (Torino, 1990)
- Idola libertatis (Milano, 1985)
- Norme e fatti (Milano, 1984)
- Scuole e figure del diritto civile (Milano, 1982)
- L'età della decodificazione (Milano, 1978)
- Introduzione allo studio del diritto privato (Torino, 1970 e Padova, 1973)
- Due saggi sul dovere giuridico (Napoli, 1972)
- La ripetizione del negozio giuridico (Milano, 1970)
- Disposizione testamentaria rimessa all'arbitrio altrui (Milano, 1967, rist. 1981)
- Proprietà e impresa (Napoli, 1965)
- Il controllo della gestione nei contratti agrari di scambio (Milano, 1963)
- Dal diritto civile al diritto agrario (Milano, 1962 con ristampe)[5]

## Onorificenze
- Il 17 dicembre 2016 ha ricevuto all'unanimità le chiavi della città e la cittadinanza onoraria del Comune di Avezzano dalla giunta Di Pangrazio[15]. In tale città, al suo defunto figlio Nicola Irti sono dedicati due spazi della sede culturale polifunzionale Maria Montessori: la biblioteca Nicola Irti per gli studi storici, giuridici e sociali, e il salotto di città Nicola Irti (sala per conferenze, convegni, presentazioni etc).